# اهرن
بنابر شاهنامه اهرن خواستگار دختر قیصر روم بود. شاه روم، کشتن اژدهای کوه سقیلا را شرط پذیرش درخواست ازدواج می‌گذارد. اهرن با مشورت میرین (داماد قیصر) و راهنمایی هیشوی، گشتاسب را پیدا کرده و از او می‌خواهد تا اژدها را برای او بکشد. گشتاسب نیز قبول کرد و اژدها را کشته و سپس اهرن جسد اژدها را نزد قیصر برده و به خواستهٔ خویش که ازدواج با دختر پادشاه بود می‌رسد.
فردوسی در ابیات زیر، از اهرن، را با میرین داماد قیصر مقایسه می‌کند، که اهرن را برمنش (خودپسند) می‌نامند:
| ز میرین یکی بود کهتر به سال |  | ز گردان رومی برآورده یال |
| گوی بَرمَنِش نام او اهرنا      |  | ز تخم بزرگان رویین تنا   |

### کشتن اژدها به دست گشتاسپ
هیشوی به گشتاسپ سفارش کشتن اژدها را می‌دهد. قرار است که گشتاسپ این کار را به نام اهرن انجام دهد. گشتاسب نیز قبول کرد و اژدها را کشته و جسد آن را به اهرن می‌دهد. اهرن جسد اژدها را بر گاری که بوسیله گاوی کشیده می‌شد، نزد قیصر می‌برد.
| چو نزدیک هیشوی و اهرن رسید     |  | همه یاد کرد آن شگفتی که دید |
| به اهرن چنین گفت کان اژدها     |  | بدین خنجر تیز شد بی‌بها      |
| شما از دم اژدهای بزرگ          |  | پر از بیم گشتید از کار گرگ  |
| مرا کارزار دلاور سران          |  | سرافراز با گرزهای گران      |
| بسی تیز آید ز جنگ نهنگ         |  | که از ژرف برآید به جنگ      |
| چنین اژدها من بسی دیده‌ام       |  | که از رزم او سر نپیچیده‌ام   |
| شنیدند هیشوی و اهرن سخن        |  | ازان نو به گفتار دانش کهن   |
| چو آواز او آن دو گردن‌فراز      |  | شنیدند و بردند پیشش نماز    |
| به گشتاسپ گفتند کی نره‌شیر      |  | که چون تو نزاید ز مادر دلیر |
| بیاورد اهرن بسی خواسته         |  | گرانمایه اسپان آراسته       |
| یکی تیغ برداشت و یک باره جنگ   |  | کمانی و سه چوبه تیر خدنگ    |
| به هیشوی داد آن دگر هرچه بود   |  | ز دینار وز جامهٔ نابسود      |
| چنین گفت گشتاسپ با سرکشان      |  | کزین کس نباید که دارد نشان  |
| نه از من که نر اژدها دیده‌ام    |  | گر آواز آن گرگ بشنیده‌ام     |
| وزان جایگه شاد و خرم برفت      |  | به سوی کتایون خرامید تفت    |
| بشد اهرن و گاو گردون ببرد      |  | تن اژدها کهتران را سپرد     |
| که این را به درگاه قیصر برید   |  | به پیش بزرگان لشکر برید     |
| خود از پیش گاوان و گردون برفت  |  | به نزدیک قیصر خرامید تفت    |
| به روم اندرون آگهی یافتند      |  | جهاندیدگان پیش بشتافتند     |
| چو گاو اندر آمد به هامون ز کوه |  | خروشی بد اندر میان گروه     |
| از آن زخم و آن اژدهای دژم      |  | کزان بود بر گاو گردون ستم   |
| همی آمد از چرخ بانگ چکاو       |  | تو گفتی ندارد تن گاو تاو    |
| هر آنکس که آن زخم شمشیر دید    |  | خروشیدن گاو گردون شنید      |
| همی گفت کاین خنجر اهرنست       |  | وگر زخم شیراوژن آهرمن‌ست     |

### جشن برای کشته شدن اژدها و ازدواج اهرن با دختر قیصر
قیصر با دیدن جسد اژدها جشن می‌گیرد و بزرگان را فرا می‌خواند و دختر کوچکش را به همسری اهرن درمی‌آورد:
| همان‌گاه قیصر ز ایوان براند |  | بزرگان و فرزانگان را بخواند |
| برآن اژدها بر یکی جشن کرد  |  | ز شبگیر تا شد جهان لاژورد   |
| چو خورشید بنهاد بر چرخ تاج |  | به کردار زر آب شد روی عاج   |
| فرستاده قیصر سقف را بخواند |  | بپرسید و بر تخت زرین نشاند  |
| ز بطریق وز جاثلیقان شهر    |  | هرانکس کش از مردمی بود بهر  |
| به پیش سکوبا شدند انجمن    |  | جهاندیده با قیصر و رای زن   |
| به اهرن سپردند پس دخترش    |  | به دستوری مهربان مادرش      |